# يوزيف بنتشيتش
يوزيف بنتشيتش (بالمجرية: Bencsics József)‏ (مواليد 6 أغسطس 1933) هو لاعب كرة قدم. يلعب مع منتخب المجر لكرة القدم. سبق له أن لعب في كأس العالم لكرة القدم مع منتخب بلاده.

## روابط خارجية
- يوزيف بنتشيتش على موقع الاتحاد الدولي (مؤرشف)  (الإنجليزية)
- يوزيف بنتشيتش على موقع قاعدة بيانات كرة القدم.إي يو (الإنجليزية)
- يوزيف بنتشيتش على موقع بيانات كرة القدم. دي إي (الألمانية)
- يوزيف بنتشيتش على موقع ناشيونال فوتبول تيمز (الإنجليزية)
- يوزيف بنتشيتش على موقع Soccerway.com (الإنجليزية)
- يوزيف بنتشيتش على موقع عالم كرة القدم.نت (الإنجليزية)